# Autoroute 740
Pour les articles homonymes, voir Robert Bourassa et Bourassa.
L'autoroute 740 (A-740) ou autoroute Robert-Bourassa (anciennement autoroute du Vallon) est une autoroute urbaine québécoise desservant la ville de Québec. Elle relie le boulevard Laurier, cœur commercial de l'arrondissement Sainte-Foy–Sillery–Cap-Rouge, à l'A-40, après quoi elle devient le boulevard Robert-Bourassa, dans le quartier Neufchâtel-Est–Lebourgneuf.

## Description

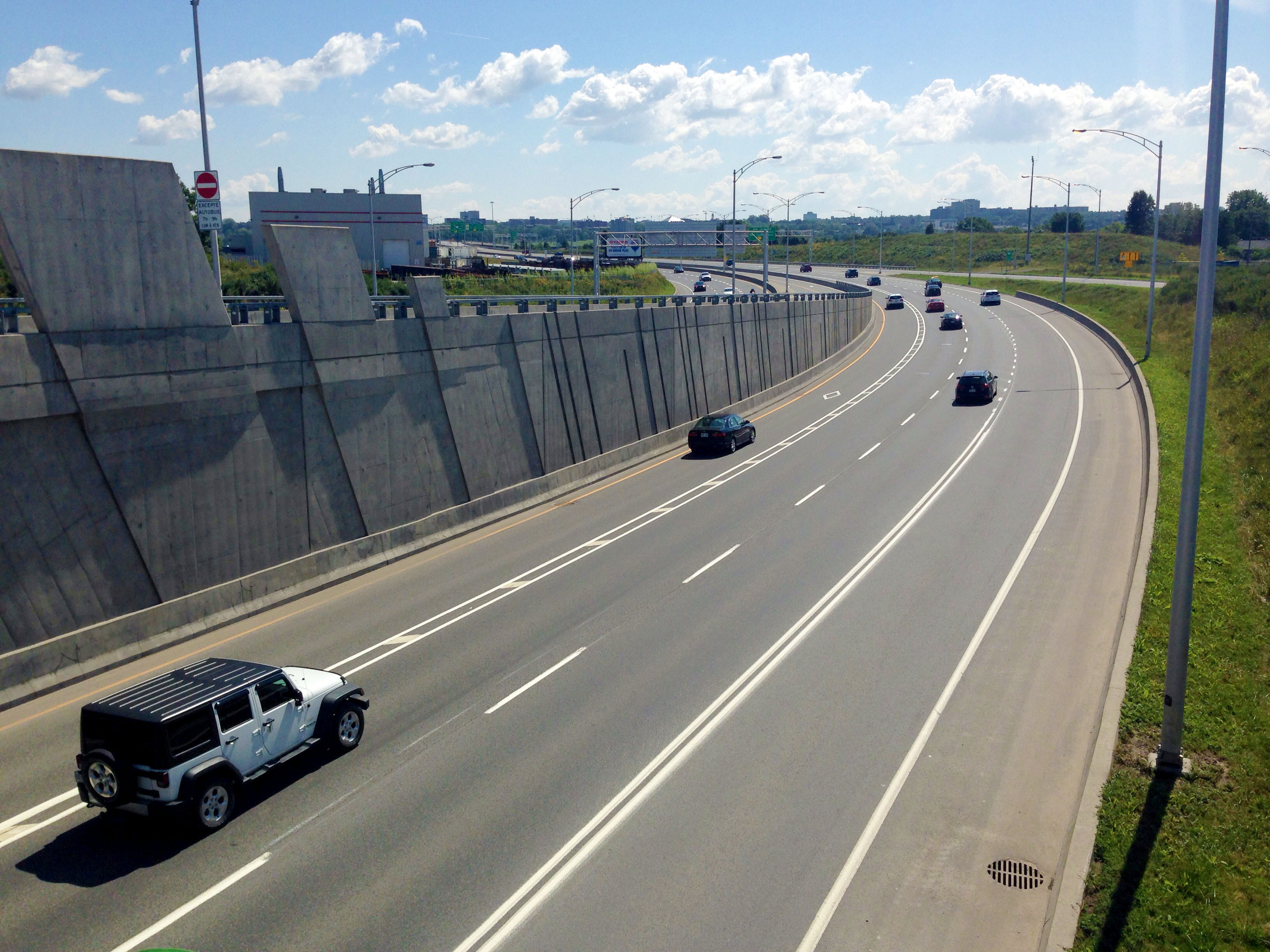
L'autoroute vue depuis le viaduc du boulevard Wilfrid-Hamel.

L'autoroute emprunte un tunnel de 300 m de long pour passer sous le chemin Sainte-Foy et le chemin des Quatre-Bourgeois. Sa section la plus achalandée se trouve entre l'A-40 (sortie 9) et le boulevard Père-Lelièvre (sortie 8) avec un DJMA de 90 000 véhicules.
Le prolongement de l'autoroute sous forme de boulevard urbain a été inauguré en novembre 2006.
Dans le cadre commémoratif du 10e anniversaire du décès de l'ancien premier ministre du Québec Robert Bourassa, l'ensemble autoroutier du Vallon, y compris l'ajout, a été rebaptisé en l'honneur de celui qui aura été à l'origine du développement hydroélectrique de la Baie-James. L'autoroute actuelle, à l'intersection du boulevard Laurier, se termine à l'important édifice d'Hydro-Québec; il s'agit d'une présence symbolique, qui a été un facteur dans le choix de cette artère pour porter le nom de Robert-Bourassa au lieu de la rue Saint-Amable, auparavant considérée.
À l'été 2009, des travaux ont eu lieu sur l'A-740 à la hauteur de l'échangeur avec l'A-440 (Autoroute Charest) afin d'effectuer une refonte majeure de cette superstructure. Cela aura permis d'éliminer le goulot d'étranglement présent sur l'autoroute (réduction de 3 à 2 voies) au moment de circuler sous l'autoroute Charest. Depuis, l'autoroute Robert-Bourassa est composée de trois voies de circulation dans chaque direction sur toute sa longueur.

## Historique
| Kilomètre | Année | Notes                                                           |
| --------- | ----- | --------------------------------------------------------------- |
| 0 à 7     | 1975  | Route 175 Boulevard Laurier à Route 138 Boulevard Wilfrid-Hamel |
| 7 à 9     | 1977  | Route 138 Boulevard Wilfrid-Hamel à Autoroute 40                |
| 9 à Fin   | 1982  | Autoroute 40 au Boulevard Lebourgneuf                           |

## Liste des sorties
| Municipalité      | Arrondissement               | km        | Sortie                 | Destinations | Notes |
| ----------------- | ---------------------------- | --------- | ---------------------- | --- | --- |
| Québec            | Sainte-Foy–Sillery–Cap-Rouge | 0,00      | —                      | R-175 (Boulevard Laurier)                                                                                        | Intersection à niveau                                                                                     |
| Québec            | Sainte-Foy–Sillery–Cap-Rouge | 0,40      | —                      | Boulevard Hochelaga                                                                                              | Intersection à niveau                                                                                     |
| Québec            | Sainte-Foy–Sillery–Cap-Rouge | 0,80      | 2                      | Université Laval                                                                                                 | |
| Québec            | Sainte-Foy–Sillery–Cap-Rouge | 1,30      | 3                      | Chemin des Quatre-Bourgeois / Chemin Sainte-Foy                                                                  | Sortie direction nord, entrée direction sud                                                               |
| Québec            | Sainte-Foy–Sillery–Cap-Rouge | 1,30–1,50 | Tunnel Robert-Bourassa | Tunnel Robert-Bourassa                                                                                           | Tunnel Robert-Bourassa                                                                                    |
| Québec            | Sainte-Foy–Sillery–Cap-Rouge | 1,50      | 3                      | Chemin des Quatre-Bourgeois / Chemin Sainte-Foy                                                                  | Sortie direction sud, entrée direction nord                                                               |
| Québec            | Sainte-Foy–Sillery–Cap-Rouge | 2,20–3,40 | 4-E                    | A-440 est (Boulevard Charest) / Boulevard du Versant-Nord – Québec (Centre-ville)                                | |
| Québec            | Les Rivières                 | 2,20–3,40 | 4-O                    | A-440 ouest (Autoroute Charest) vers A-40 ouest / Rue Cyrille-Duquet – Aéroport Jean-Lesage, Pont Pierre-Laporte | Pont Pierre-Laporte indiqué en direction sud, Rue Cyrille-Duquet indiqué en direction nord                |
| Québec            | Les Rivières                 | 2,20–3,40 | 6                      | Rue Jacard / Rue Léon-Hamel / Rue Cyrille-Duquet                                                                 | Direction sud seulement                                                                                   |
| Québec            | Les Rivières                 | 4,20      | 7                      | R-138 (Boulevard Wilfrid-Hamel)                                                                                  | |
| Québec            | Les Rivières                 | 4,80      | 8                      | Boulevard du Père-Lelièvre                                                                                       | |
| Québec            | Les Rivières                 | 6,30      | 9                      | A-40 / A-73 – Sainte-Anne-de-Beaupré, Saguenay, Montréal, Aéroport Jean-Lesage, Pont Pierre-Laporte              | Saguenay indiqué en direction nord, Pont Pierre-Laporte et Aéroport Jean-Lesage indiqués en direction sud |
| Québec            | Les Rivières                 | 7,40      | —                      | Boulevard Lebourgneuf                                                                                            | Intersection à niveau                                                                                     |
| - Accès incomplet |                              |           |                        | | |